# Tanah Abang (Galang)
Tanah Abang is een bestuurslaag in het regentschap Deli Serdang van de provincie Noord-Sumatra, Indonesië. Tanah Abang telt 255 inwoners (volkstelling 2010).